# 金英一
金英一（김영일，1955年9月30日—2000年5月10日）一译金英日，朝鮮已故最高领导人金日成的幼子，生母为金日成第3任妻子金圣爱。

## 生平
生前担任朝鲜驻德国大使馆参事，他因肝硬化卒于大使馆內，终年45岁。

## 家庭
- 父：金日成
- 母：金圣爱
- 异母兄弟姐妹：金正日、金万一、金敬姬
- 同母兄弟姐妹：金敬淑、金經進、金平一
- 子：金成钢

1. ↑  Template:뉴스 인용